# ホテトル
ホテトルはホテルトルコの略称で、ラブホテルなどに女性を派遣し性サービスを行わせる性風俗業態の一つ。

## 概要
店舗はなく、ラブホテル近くの公衆電話などに貼り付けられた小さな広告ビラで客を募る。
客が主に電話ボックスなどに貼られた小さな広告ビラを取り、ラブホテルから電話をする。
店はそのラブホテルに女性を派遣し性行為をさせる。女性に払った代金の一部は女性が店に戻って支払う。
店舗が不要で資金をほとんどかけず開業できるため、一時急激にその数が増えたがほとんどがホテルで売春行為を行わせる違法なものだったので取締りが厳しくなった。
性行為だけを行い料金も安いことから利用者は多かったが、現在は携帯電話が普及し、公衆電話自体が少ないのでホテトルはほとんど存在しない。
代わりにスマートフォンなどからインターネットサイトを通じホテルで性的行為を行う合法的なデリバリーヘルスが普及している。
ただデリヘルは本番禁止のため、本番行為をしたい人はソープランドへ流れている模様である。

## 語源
1980年代、当時のトルコ風呂並みのサービスをマンション内で行うとして、「マントル」（マンショントルコの略）なる業態が現れた。
やがてホテルでサービスを行う「ホテトル」がこれにとって代わった。
トルコ風呂は改称しソープランドとなったが、マントルが消滅した後もホテトルの名称は生き残っている。

## 問題
性感染症などへの予防は女性任せなので、危険が伴う。
非店舗であり、ソープランドやピンクサロンと異なり許可や届出がないために容易に暴力団関係者等が経営に参画出来る。
風適法違反の無許可営業のところがほとんどで、ラブホテルへの派遣のため管理売春（売春斡旋行為）となり、取締りの対象となる。
しかし、電話は転送になっていたり、電話番号もすぐに変更されることから、なかなか摘発されない。
大量に貼られた電話ボックスのビラ（いわゆるピンクビラ）も周囲の環境を害すことから問題となっており、電話ボックスにビラを貼る違法行為を取り締まると同時に、貼っている人間を逮捕し、営業者を検挙することがある。
ピンクビラに対する取締りは厳しいため無店舗型のホテヘルやデリヘルなど、合法的な業態である本番行為なしの性風俗関連特殊営業に移行する例も見られる。
類似の業態に店舗を持ち、女性と性交目的にデートするデートクラブ（デートサークル）というものもあったが、これも売春斡旋行為とみなされ最近ではほとんど見られない。